# ムナグロチュウヒワシ
ムナグロチュウヒワシ(Circaetus pectoralis)とは、タカ目タカ科に分類される鳥。

## 体格
ムナグロチュウヒワシは胸部と頭部が黒く、眼は黄色である。
また、メスはオスよりも体が大きい。幼鳥の背は褐色をしており、下面は赤褐色である。

## 分布
アンゴラ、南アフリカ、エチオピア、スーダン、アフリカ南部などに棲息しており広範囲に見ることができる。

## 摂食
主に、ヘビやトカゲ、小型哺乳類、カエルを捕食する。

## 繁殖
メスは1個の卵を産み、約50日間ほど抱卵する。孵化したヒナは3ヶ月後に巣を離れる。